# تورتولیتا (آریزونا)
تورتولیتا (به انگلیسی: Tortolita) یک منطقهٔ مسکونی در ایالات متحده آمریکا است که در شهرستان پیما، آریزونا واقع شده‌است. تورتولیتا ۳۰٫۸ کیلومتر مربع مساحت و ۳٬۷۴۰ نفر جمعیت دارد و ۸۲۰ متر بالاتر از سطح دریا قرار دارد.